# Karelska dragonkåren
Karelska dragonkåren var ett kavalleriförband inom svenska armén som verkade i olika former åren 1724–1809. Förbandet var indelt och rekryterade i huvudsak sitt manskap från Kymmenegårds län, Finland.

## Historia
År 1724 upplöstes Viborgs läns kavalleriregemente, i dess ställe bildades Karelska dragonskvadronen. År 1735 omorganiserades skvadronen till regementet och antog namnet Karelska dragonregementet. Det nya regementet omfattade 1.000 hästar fördelade på åtta kompanier. År 1741 deltog regementet i slaget vid Villmanstrand med stora förluster. Efter freden i Åbo 1743 förlorades ytterligare landområden till Ryssland, bland annat delar av Kymmenegårds län. Regementet förlorade nu större delen av sitt återstående rekryteringsområde. De rusthåll som fanns kvar i regementet (de i Savolax) formerades på två skvadroner om 100 man vardera. De båda skvadronerna erhöll benämningen Karelska dragonkåren. Återstoden av Livkompaniet (de inom den nya riksgränsen vid Kymmene älv) bildade en skvadron om 50 man som överfördes till Nylands och Tavastehus dragonregemente med namnet Kymmenegårds skvadron.
År 1753 införlivades Kymmenegårds kompani i Karelska dragonkåren. Runt 1775 sammanslogs Kymmenegårds skvadron jämte en värvad skvadron dragoner, stommen till Livgardet till häst, under namnet Karelska lätta dragonkåren med Savolaxbrigaden. År 1780 utgick Kymmenegårds skvadron till Nylands lätta dragonregemente och deltog med detta regemente i kriget mot Ryssland 1808–1809. De två skvadronerna i Savolax (Karelska lätta dragonkåren) deltog med Savolaxbrigaden under kriget 1808–1809. Den 8 oktober 1809 avtackades kåren av Georg Carl von Döbeln i Umeå, efter avtackningen upplöstes kåren.

## Bilder

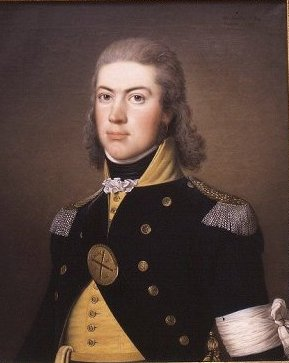
Gustaf Aminoff iförd uniform m/1792 för en major i Karelska dragonkåren. Målning från 1799 av Adolf Ulrik Wertmüller.
Uniform m/1779 för Karelska dragonkåren

## Ingående enheter
| 1721 - Livkompaniet - Majorens kompani - Lappvesi kompani - Veckelax kompani - Övre Savolax kompani - Nedre Savolax kompani | 1743 - Kymmenegårds skvadron - Övre Savolax skvadron - Nedre Savolax skvadron |

## Förbandschefer
- 1724–1726: Georg Albrecht Stockman
- 1726–1739: Gotthard Wilhelm Marcks von Würtenberg
- 1739–1741: Georg Fredrik von Brandenburg
- 1741–1743: Carl Henrik Sprengtport
- 1743–1744: Christian Sahlo
- 1745–1746: Vakant
- 1747–1747: Mårten Depong
- 1747–1761: Fredrik Åkerhielm
- 1761–1762: Otto Carl Furumarck
- 1762–1765: Lars Glansenstjerna
- 1765–1766: Christer Boye
- 1767–1767: Carl Gustaf von Qvillfelt
- 1767–1769: Fredrik Anders Jägerhorn
- 1769–1775: Jacob Magnus Sprengtporten
- 1775–1780: Göran Magnus Sprengtporten
- 1780–1781: Carl Henrik Furumarck
- 1781–1783: Berndt Johan Hastfer
- 1783–1789: Curt Bogislaus Ludvig Kristoffer von Stedingk
- 1790–1799: Georg Henrik Jägerhorn
- 1790–1795: Johan August Sandels [b]
- 1800–1802: Eberhard Ernst Gotthard von Vegesack
- 1802–1805: Carl Borgenstierna
- 1805–1809: Adolf Ludvig Christiernin

## Namn, beteckning och förläggningsort
| Karelska dragonskvadronen | 1724-??-?? | – | 1735-??-?? |
| Karelska dragonregemente  | 1735-??-?? | – | 1743-??-?? |
| Karelska dragonkåren      | 1743-??-?? | – | 1809-10-08 |

| Joutseno | 1735-??-?? | – | 1743-??-?? |